# Ramsay
För andra betydelser, se Ramsay (olika betydelser).
Ramsay (uttalas som svensk adelsätt [ràmmse] med grav accent) är en klan från de skotska lågländerna med anglo-normandiskt ursprung. I Skottland kan klanen spåras tillbaka till 1100-talet.

## Historia
Ättens rötter sträcker sig långt tillbaka i tiden, men det finns olika åsikter om dess hem och ursprung. Den anses vanligtvis vara genuint skotsk; själva namnet antyder dock snarare nordfranskt eller normandiskt ursprung. Den förste kände bäraren av namnet Simon de Ramsay (Sigmundus de Ramesia) (nämnd 1107–1153) deltog i det första korståget, där skottar (såvitt man vet) inte deltog. Det gjorde dock normander i stort antal. Ätten kallade sig först "de Ramsay", vilket tydligt visar på franskt ursprung och stärker antagandet att ätten haft sitt första stamsäte i Normandiet. De ska i så fall ha tillhört den här av normandiska äventyrare som kom till England tillsammans med Wilhelm Erövraren 1066.
Enligt en annan version ska ätten vara av anglosaxiskt ursprung från norra England i Northumberland, varifrån den fördrivits av Wilhelm Erövraren till det skotska grannlandet.De första säkra fakta som finns om ättens historia är från 1100-talet. Kung David I av Skottland förlänade år 1141 godset Dalhousie åt Sigmundus de Ramsay till ”evärderlig besittning åt honom och hans efterkommande.”
Denna ätt, som under tidernas lopp uppsteg till värdighet av greve, earl och slutligen markis av Dalhousie, utbredde sig snart i flera grenar i huvudsak i Skottland, men även i England. Därför finns det Ramsay av Russel, Ramsay av Colluthie, lord Ramsay of Balmain, Ramsay of Idington, Ramsay of Wauchtrum, greve Ramsay av Haddington, earl Ramsay of Holderness, Ramsay of Whitehull, lord Ramsay of Glenmark och lord Ramsay of Panmure, som tydligen alla härstammar från samma stam då de samtliga bär ett nästan likadant vapen. En gren, som man vet säkert är släkt med Dalhousie, är Ramsay of Bamff vars första kända medlem var Nessus.
Simon de Ramsay från Huntington i England, vilken i förläning erhöll Dalhousie i grevskapet Midlothian i Skottland. Den svenska grenen tillhör Dalhousie. Kaptenen Alexander Ramsay (död 1576), som gick år 1573 i svensk tjänst. Hans son var ryttmästaren för Adelsfanan i Finland, Johan (Hans) Ramsay (död 1649).
Dennes barn, som genom börden ansågs naturaliserade och introducerades den 15 juli, år 1634 i tredje klassen, svenneklassen, genom lottning under nummer 188 då men nuvarande nummer är 215. Ätten uppflyttades den 3 november, år 1778 i den då återinrättade andra klassen, riddarklassen.
Översten och landshövdingen i Savolax och Kymmengårds län sedermera generallöjtnanten Anders Hindrich Ramsay (1707–1782), upphöjdes i friherrlig värdighet den 10 juni, år 1766 på Stockholms slott av Adolf Fredrik, men brevet utfärdades först den 10 januari, år 1782 på Gripsholms slott av Gustav III. Han tog ej introduktion och slöt själv sin ättegren på svärdssidan den 22 december, år 1782. Emellertid hade hans brorson Otto Wilhelm Ramsay (1743–1806), upphöjts i friherrlig värdighet i primogenitur enligt sköldebrevet den 1 oktober 1782 med adoption på sitt friherrliga namn, men inte heller tog han en introduktion.[källa behövs] Ättegrenen fortlever dock ointroducerad och utgör den adliga ättens huvudmannagren.
Grenar av ätten immatrikulerades på Finlands Riddarhus den 2 juli, år 1818 under nummer 17 bland adelsmän, och fortlever där. Av nedan upptagna första och andra yngre grenarna, vilka överflyttat till Sverige, har den förra 1942, och den senare 1948 (utgick 1987) respektive 1964 återvunnit representationsrätt på Sveriges Riddarhus.

## Finland
En gren upphöjdes i finländsk friherrlig värdighet generallöjtnanten, sedermera generalen av infanteriet, chefen för ryska grenadjärkåren, hederschefen för Livgardets 3 finska skarpskyttebataljon, generaladjutanten herr Anders Edvard Ramsay den 7 juni, år 1856 vid kejsar Alexander II:s kröning till och introducerades den 8 oktober, år 1857 under nummer 40, och även denna ätt fortlever där.

## Beskrivning av stamvapnet
Det rätta stamvapnet är en silversköld som visar en svart örn med uppåt utslagna vingar, huvudet åt höger och i näbben hållande en uppvänd signetring av guld, samt en växande halvmåne av silver i dess bröst. Hjälmen är krönt av en grevlig krona, ur vilken det uppstiger en enhörning av silver som är vänd åt höger. Sköldhållarna är två gyllene gripar stående på en piedestal, som till sin övre del är belagd med gröna lagerkvistar. Ovanför skölden, men bakom hjälmen står familjens valspråk "Ora et Labora", skrivet i gyllene bokstäver på ett grönt band. 

Sköldmärket
Dalhousie huvudmannens vapen